# كيم غا يونغ (ممثلة)
كيم جا يونغ (هانغول: 김가영) هي ممثلة كورية جنوبية، ولدت في 2 ديسمبر 1991 في سول، كوريا الجنوبية. قبل مواصلتها في التمثيل، كانت عضوًا سابقًا في مجموعة الفتيات الكورية الجنوبية ستيلار بين عامي 2011 و2017. وهي حاليًا أيضًا مديرة المقهى الخاص بها  المسمى «هارتوجيلا» في إتايوان ، كوريا الجنوبية.

## روابط خارجية
كيم غا يونغ على موقع ميوزك برينز (الإنجليزية)